# Condado de Fulton (Nova Iorque)
O Condado de Fulton é um dos 62 condados do Estado americano de Nova Iorque. A sede do condado é Johnstown, e sua maior cidade é Gloversville. O condado possui uma área de 1 380 km² (dos quais 95 km² estão cobertos por água), uma população de 55 073 habitantes, e uma densidade populacional de 43 hab/km² (segundo o censo nacional de 2000). O condado foi fundado em 1838.